# Badd Blood: In Your House
Badd Blood: In Your House was een professioneel worstel-pay-per-viewevenement dat georganiseerd werd door World Wrestling Federation (WWF). Dit evenement vond plaats in het Kiel Center in Saint Louis (Missouri) op 5 oktober 1997. Badd Blood: In Your House was het eerste deel in de Bad Blood-trilogie, een reeks evenementen waarbij de verhaallijnen evenwel los van elkaar staan. Een eerste vervolg kwam er in 2003, gevolgd door het laatste deel in 2004. 

## Belangrijkste verhaallijnen
Het evenement Badd Blood: In Your House geniet algemene bekendheid binnen het professioneel worstelen door de totstandbrenging van de allereerste Hell in a Cell-wedstrijd tussen The Undertaker en Shawn Michaels, en omdat het personage "Kane" (gespeeld door worstelaar Glenn Jacobs) in diezelfde wedstrijd zijn debuut maakte voor de WWF. Kane verstoorde de destijds unieke wedstrijd en verraste The Undertaker met een Tombstone Piledriver-worstelmanoeuvre, waardoor Michaels kon triomferen. Als gevolg van deze overwinning werd Michaels de nieuwe uitdager van toenmalig WWF World Heavyweight Champion Bret Hart. 
Bret Hart en zijn teamgenoot Davey Boy "The British Bulldog" Smith wonnen namens de Canadese worstelgroep The Hart Foundation een tag team-wedstrijd van Big Van Vader en Del Wilkes alias "The Patriot". Deze zogenaamde Flag-wedstrijd, stond geheel in het teken van een eerder gecreëerd conflict tussen The Hart Foundation en het Amerikaanse publiek. Badd Blood: In Your House was tevens het voorlaatste WWF-evenement waarin Bret Hart een rol heeft gespeeld. Een maand later zou Hart na afloop van de pay-per-view Survivor Series opstappen bij de WWF. 
Er vonden twee wedstrijden plaats waarbij leden van de worstelgroep The Nation of Domination betrokken waren. Zo verdedigde groepsleider Faarooq zijn WWF Intercontinental Heavyweight Championship tegen Owen Hart en stonden de drie andere groepsleden Dwayne "Rocky Maivia" Johnson, Kama Mustafa en D'Lo Brown, tegenover The Legion of Doom (Road Warrior Hawk en Road Warrior Animal) in een 3-on-2 Handicap-wedstrijd. Faarooq verloor zijn titel aan Owen Hart, maar de overige groepsleden wisten wel de overwinning weg te kapen.

## Overlijden van Brian Pillman
Badd Blood: In Your House werd overschaduwd door de plotse dood van WWF-worstelaar Brian Pillman, die op dat moment lid was van de groep The Hart Foundation. Pillman, die tijdens Badd Blood: In Your House in een wedstrijd voorzien was met "Dude Love" Mick Foley, kreeg die dag een hartstilstand ten gevolge van een nooit gediagnosticeerde hartkwaal. Het evenement ging door zoals gepland nadat men een uitgebreid eerbetoon had gegeven aan de overleden Pillman.

## Resultaten
| Nr.                                                                          | Match | Winnaar(s)                      |
| ---------------------------------------------------------------------------- | --- | ------------------------------- |
| 1                                                                            | The Nation of Domination (Dwayne "'The Rock' Rocky Maivia" Johnson, Kama Mustafa en D'Lo Brown) vs. The Legion of Doom (Hawk en Animal) in een Handicap match | Nation of Domination            |
| 2                                                                            | Tarantula & Mosaic vs. Max Mini & Nova in een tag team match                                                                                                  | Max Mini & Nova                 |
| 3                                                                            | The Godwinns (met Uncle Cletus) vs. The Headbangers in een tag team match voor het WWF Tag Team Championship                                                  | The Godwinns (nc)               |
| 4                                                                            | Faarooq vs. Owen Hart in een één-op-één match voor het vacante WWF Intercontinental Championship                                                              | Owen Hart (nc)                  |
| 5                                                                            | Disciples of Apocalypse vs. Los Boricuas in een tag team match                                                                                                | Disciples of Apocalypse         |
| 6                                                                            | Vader & The Patriot vs. Bret Hart & The British Bulldog in een Flag match                                                                                     | Bret Hart & The British Bulldog |
| 7                                                                            | The Undertaker vs. Shawn Michaels in een Hell in a Cell match                                                                                                 | Shawn Michaels; inmenging Kane  |
| (c) huidige kampioen voor en na de match \| (nc) nieuwe kampioen na de match | |                                 |